# Derek Law
Derek Robert Law (né le 14 septembre 1990 à Pittsburgh, Pennsylvanie, États-Unis) est un lanceur de relève droitier de la Ligue majeure de baseball.

## Carrière
Derek Law est repêché par les Rangers du Texas au 28e tour de sélection en 2009, mais il repousse l'offre pour rejoindre le Miami Dade College. Il signe son premier contrat professionnel avec les Giants de San Francisco, qui le réclament au 9e tour du repêchage amateur de 2011
Il fait ses débuts dans le baseball majeur avec San Francisco le 15 avril 2016. Il joue une très bonne saison recrue et, au sein d'un personnel de lanceurs de relève qui connaît toutes sortes d'ennuis tout au long de la saison 2016, s'avère le releveur le plus fiable de l'équipe. En 55 manches lancées en 61 matchs, il maintient une moyenne de points mérités de 2,13. Il se retrouve cependant sur la liste des joueurs blessés le 28 août pour une douleur à l'épaule droite, et réintègre l'effectif en toute fin de saison. En éliminatoires 2016, dans le 4e et dernier match de la Série de divisions, il est le premier des cinq lanceurs des Giants qui se succèdent au monticule en 9e manche et accordent 4 points, pour perdre le match 6-5 aux mains des Cubs de Chicago. 